# Pavetta tenella
Pavetta tenella är en måreväxtart som beskrevs av Sally T. Reynolds. Pavetta tenella ingår i släktet Pavetta och familjen måreväxter.
Artens utbredningsområde är Northern Territory, Australien. Inga underarter finns listade i Catalogue of Life.